# Italië op het Eurovisiesongfestival 1976
Italië deed mee aan het Eurovisiesongfestival 1976 in Den Haag (Nederland). Het was de eenentwintigste deelname van het land.

## Nationale selectie
Net zoals de voorbije jaren koos de RAI, de Italiaanse nationale omroep hun kandidaat voor het Eurovisiesongfestival.

## In Den Haag
In Den Haag moest Italië aantreden als dertiende, net na Spanje en voor Oostenrijk. Op het einde van de puntentelling bleek dat Romina Power en Al Bano op een zevende plaats waren geëindigd met 69 punten. 

### Gekregen punten

#### Finale
| 12 punten | 10 punten                            | 8 punten      | 7 punten | 6 punten                           |
| --------- | ------------------------------------ | ------------- | -------- | ---------------------------------- |
| - Ierland | - Frankrijk - Griekenland - Portugal | - Zwitserland |          | - Finland - Joegoslavië            |
| 5 punten  | 4 punten                             | 3 punten      | 2 punten | 1 punt                             |
|           |                                      | - Noorwegen   | - Israël | - Oostenrijk - Verenigd Koninkrijk |

### Punten gegeven door Italië

#### Finale
Punten gegeven in de finale:
| 12 punten | Ierland             |
| 10 punten | Israël              |
| 8 punten  | België              |
| 7 punten  | Monaco              |
| 6 punten  | Frankrijk           |
| 5 punten  | Griekenland         |
| 4 punten  | Verenigd Koninkrijk |
| 3 punten  | Spanje              |
| 2 punten  | Nederland           |
| 1 punt    | Portugal            |

1956 · 1957 · 1958 · 1959 · 1960 · 1961 · 1962 · 1963 · 1964 · 1965 · 1966 · 1967 · 1968 · 1969 · 1970 · 1971 · 1972 · 1973 · 1974 · 1975 · 1976 · 1977 · 1978 · 1979 · 1980 · 1981-1982 · 1983 · 1984 · 1985 · 1986 · 1987 · 1988 · 1989 · 1990 · 1991 · 1992 · 1993 · 1994-1996 · 1997 · 1998-2010 · 2011 · 2012 · 2013 · 2014 · 2015 · 2016 · 2017 · 2018 · 2019 · 2020 · 2021 · 2022 · 2023 · 2024 · 2025
België · Duitsland · Finland · Frankrijk · Griekenland · Ierland · Israël · Italië · Joegoslavië · Luxemburg · Monaco · Nederland · Noorwegen · Oostenrijk · Portugal · Spanje · Verenigd Koninkrijk · Zwitserland